# 乌鲁贝格环形山
乌鲁贝格环形山（Ulugh Beigh）是位于月球正面风暴洋西侧区的一座古老的大撞击坑，其名称由1830年德国天文学家约翰·海因里希·冯·马德勒取自中亚数学家暨天文学家，帖木儿王朝君主乌鲁伯格（1394年-1449年），1961年被国际天文学联合会正式批准接受。

## 描述

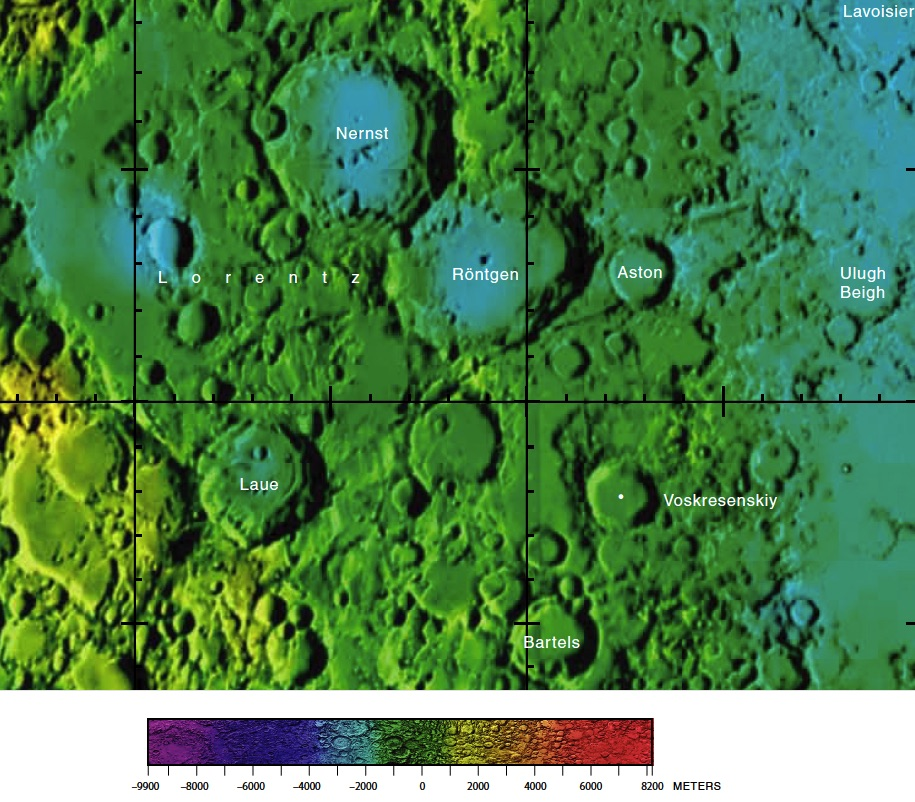
乌鲁贝格环形山的周边，月球背面区域详图。

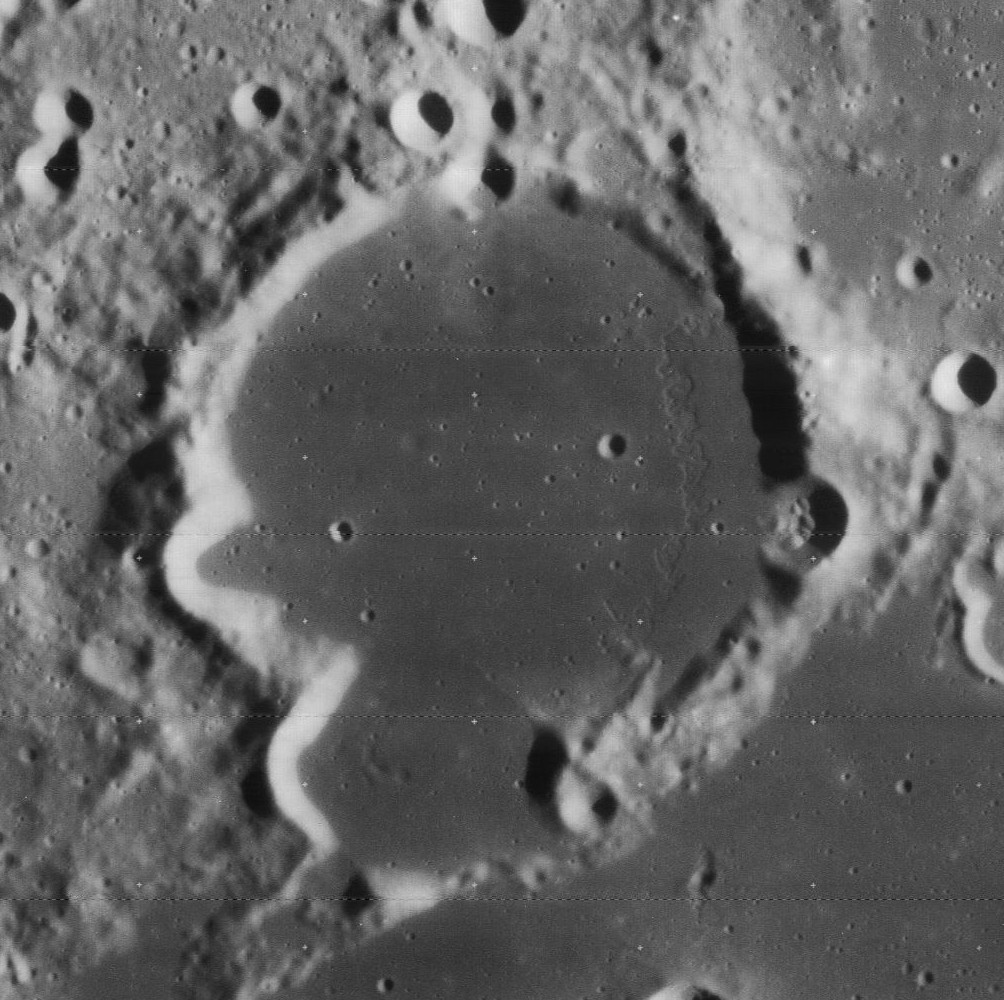
卫星坑乌鲁贝格 A

该陨坑西侧较远毗邻略小的阿斯顿陨石坑、北面相同距离坐落了拉瓦锡环形山、而罗素环形山和沃斯克列先斯基环形山则分别位于它的东南和西南。该陨坑中心月面坐标为32°42′N 81°54′W / 32.7°N 81.9°W，直径57.04公里，深度约2.44公里。
乌鲁贝格环形山的坑壁几乎已完全被撞击损毁，现成为一圈布满众多陨坑和无数裂口的破碎残壁，相对保存最完好的是它的东南壁，而南侧壁坐落了卫星坑乌鲁贝格 D、西侧壁则附靠了另一座更小的撞击坑。该环形山残壁最大高出周边地形1180米，内部容积约2712立方千米。坑内地表几乎完全被反照率类似风暴洋表面的玄武岩熔岩所淹没，但坑底中央及北部二处地表反照率却相对较高，与在月海西侧地形相一致。坑底北部可看到坐落了一座圆杯状的小陨坑。
坐落在主坑东北的卫星坑乌鲁贝格 A，是由靠近风暴洋西侧边缘的二座更小的撞击坑重合而成，其中较小的一座重叠在较大一座的西南壁上，二者间拥有同一坑底。

## 卫星陨石坑
按惯例，最靠近乌鲁贝格环形山的卫星坑将在月图上以字母标注在它的中心点旁边.

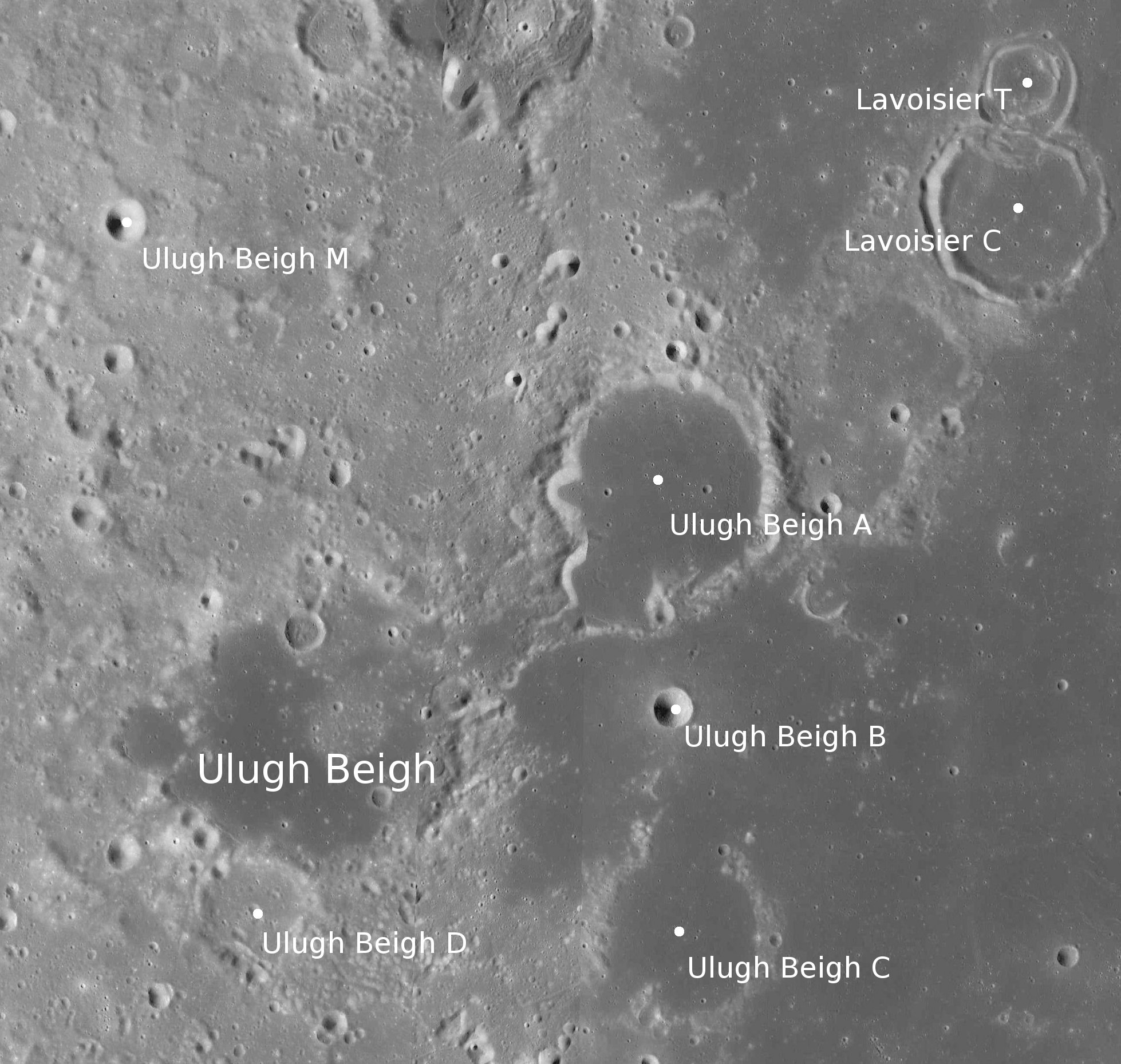
月球勘测轨道飞行器拍摄

| 乌鲁贝格 | 纬度    | 经度    | 直径    |
| -------- | ------- | ------- | ------- |
| A        | 34.1° N | 79.3° W | 41 公里 |
| B        | 32.8° N | 79.3° W | 8 公里  |
| C        | 31.4° N | 79.1° W | 31 公里 |
| D        | 31.6° N | 82.4° W | 21 公里 |
| M        | 35.7° N | 83.4° W | 7 公里  |

## 参引资料
1. ↑   (PDF).   [2017-03-26]. （原始内容存档 (PDF)于2018-05-30）.
2. ↑   (PDF).   [2017-03-26]. （原始内容存档 (PDF)于2018-05-30）.
3. ↑  .   [2017-03-26]. （原始内容存档于2021-02-02）.
4. 1 2 3  Lunar Impact Crater Database

## 延伸阅读
- Andersson, L. E.; Whitaker, E. A. . NASA RP-1097. 1982.
- Blue, Jennifer. . USGS. July 25, 2007  [2007-08-05]. （原始内容存档于2019-12-13）.
- Bussey, B.; Spudis, P. . New York: Cambridge University Press. 2004. ISBN 978-0-521-81528-4.
- Cocks, Elijah E.; Cocks, Josiah C. . Tudor Publishers. 1995. ISBN 978-0-936389-27-1.
- McDowell, Jonathan. . Jonathan's Space Report. July 15, 2007  [2007-10-24]. （原始内容存档于2019-06-21）.
- Menzel, D. H.; Minnaert, M.; Levin, B.; Dollfus, A.; Bell, B. . Space Science Reviews. 1971, 12 (2): 136–186. Bibcode:1971SSRv...12..136M. doi:10.1007/BF00171763.
- Moore, Patrick. . Sterling Publishing Co. 2001. ISBN 978-0-304-35469-6.
- Price, Fred W. . Cambridge University Press. 1988. ISBN 978-0-521-33500-3.
- Rükl, Antonín. . Kalmbach Books. 1990. ISBN 978-0-913135-17-4.
- Webb, Rev. T. W.  6th revised. Dover. 1962. ISBN 978-0-486-20917-3.
- Whitaker, Ewen A. . Cambridge University Press. 1999. ISBN 978-0-521-62248-6.
- Wlasuk, Peter T. . Springer. 2000. ISBN 978-1-85233-193-1.